# پوزیدونیا استرالیا
پوزیدونیا استرالیایی (انگلیسی: Posidonia australis) که همچنین به عنوان علف‌های هرز توپ فیبر یا علف‌های هرز نواری شناخته می‌شود، گونه‌ای از علف‌های دریایی بومی است که در آب‌های جنوبی استرالیا یافت می‌شود. این گیاه مراتع بزرگی را تشکیل می‌دهد که برای حفظ محیط زیست مهم است. بر پایهٔ نظر دانشگاه استرالیای غربی پوزیدونیا استرالیایی در خلیج کوسه در سواحل غربی، تخمین زده می‌شود که قدمتی در حدود ۴۵۰۰ سال داشته باشد و بزرگترین گیاه جهان از نظر مساحت است و ۱۸۰ کیلومتر طول دارد. گلوله‌هایی از ریزه‌های در حال تجزیه شاخ و برگ این گیاه در امتداد خطوط ساحلی نزدیک یافت می‌شود.

## تعریف

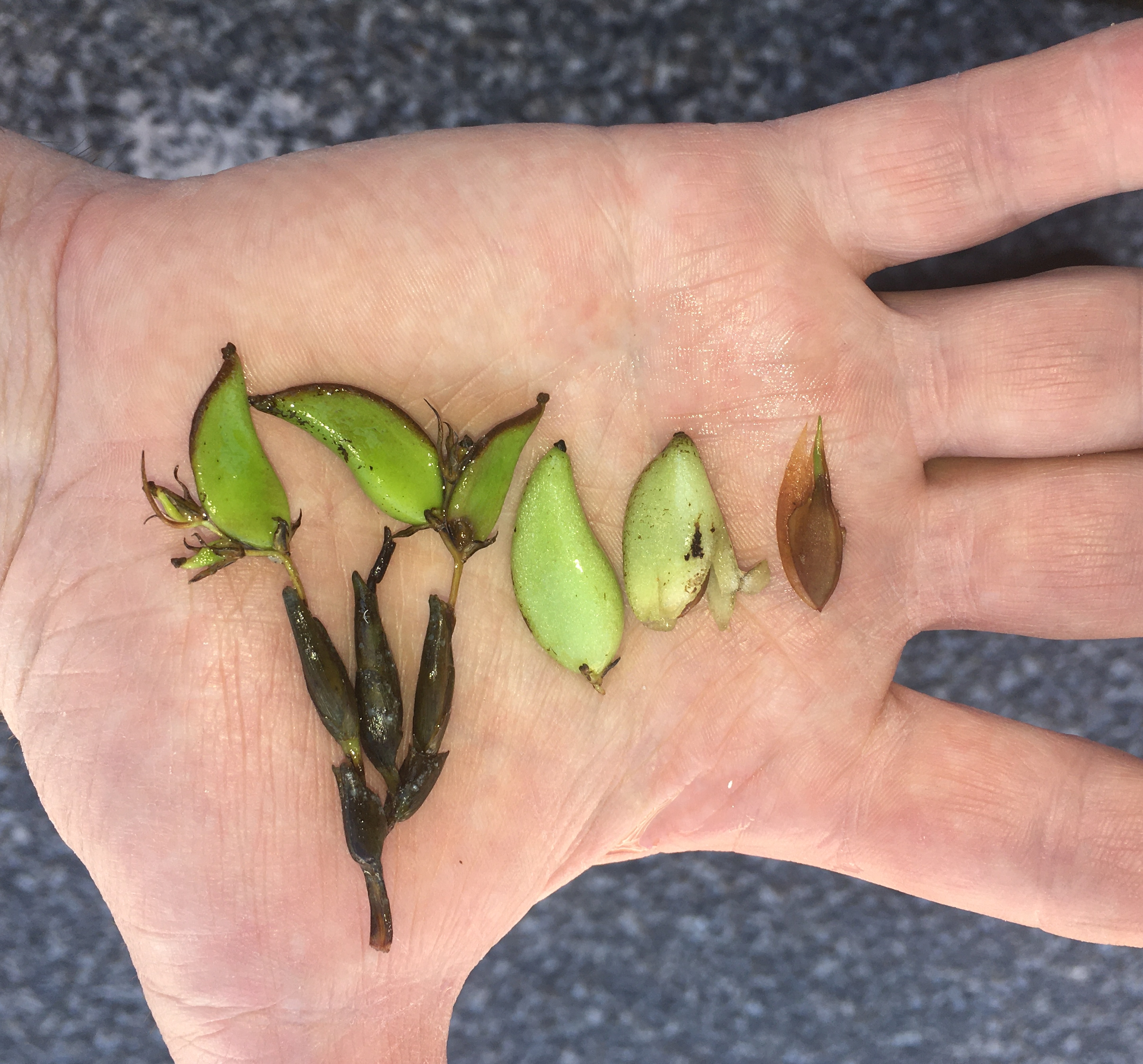
از چپ به‌راست: میوه‌های نرسیده (نابالغ) به گیاه چسبیده‌اند، میوهٔ بالغ از گیاه رها شده، میوهٔ شکافته آمادهٔ رهاسازی دانه، دانه

پوزیدونیا استرالیایی یک گیاه گلدار است که در علفزارهای متراکم یا در امتداد کانال‌ها در ماسه سفید و در ژرفای ۱ تا ۱۵ متر (۳ فوت ۳ اینچ - ۴۹ فوت ۳ اینچ) یافت می‌شود. ریزوم‌ها و ریشه‌های زیرسطحی ثبات گیاه را در ماسه‌هایی که اشغال می‌کند فراهم می‌کنند. ریزوم‌ها و برگ‌ها تجمع گل و لای را کاهش می‌دهند.
برگ‌های نوار مانند آن  ۱۱ تا ۲۰ میلی‌متر (۰٫۴۳–۰٫۷۹ اینچ) عرض دارند. رنگشان سبز روشن است، شاید با افزایش سن قهوه‌ای شوند. انتهای برگ در اثر آسیب گرد شده یا وجود ندارد. آن‌ها در گروه‌هایی با برگ‌های مسن‌تر در خارج، طولانی‌تر و از نظر شکل متفاوت از برگ‌های جوان‌تری که اطراف آن‌ها را احاطه کرده‌اند، مرتب شده‌اند.
گونه تک‌پایه است. گل‌ها روی خوشه‌های کوچک روی ساقه‌های بدون برگ ظاهر می‌شوند که در هر سنبله دو براکت وجود دارد. این گیاه آب‌دوست، با پراکندگی در آب، گرده‌افشانی می‌کند.
تولید مثل پوزیدونیا استرالیایی معمولاً از طریق روش‌های جنسی یا غیرجنسی است، اما در شرایط شدید، توسط شبه‌ویویپری رخ می‌دهد.